# Robert Goldschmidt
Robert Goldschmidt (1877 — 1935) foi um físico belga.
Participou da 1ª, 2ª e 8ª Conferência de Solvay.
Trabalhou junto com Paul Otlet no desenvolvimento de novas tecnologias para o armazenamento de dados bibliográficos, criando o microfilme (até então conhecido como "micro-fotografia").